# Saint-Romain-de-Colbosc
Saint-Romain-de-Colbosc ist eine französische Gemeinde mit 4608 Einwohnern (Stand: 1. Januar 2022) im Département Seine-Maritime in der Region Normandie. Sie gehört zum Arrondissement Le Havre. Das Bureau centralisateur des gleichnamigen Kantons befindet sich in der Gemeinde. Die Bewohner werden Romanais und Romanaises genannt.

## Geographie
Saint-Romain-de-Colbosc liegt in der Région naturelle Pays de Caux, etwa 18 Kilometer nordnordöstlich von Le Havre. Umgeben wird Saint-Romain-de-Colbosc von den Nachbargemeinden Gommerville im Norden, Les Trois-Pierres im Osten und Nordosten, La Remuée im Osten, La Cerlangue im Südosten, Saint-Vincent-Cramesnil im Süden, Saint-Aubin-Routot im Westen und Épretot im Nordwesten.
Durch die Gemeinde führen die früheren Route nationale 14 und 13bis.

## Einwohnerentwicklung
| Einwohner                                                  | 2.675 | 3.003 | 3.631 | 3.595 | 3.588 | 3.937 | 3.847 | 3.930 | 4.355 |
| Ab 1962 offizielle Zahlen ohne Einwohner mit Zweitwohnsitz |       |       |       |       |       |       |       |       |       |

## Sehenswürdigkeiten
- Die Pfarrkirche Saint-Romain wurde im 19. Jahrhundert unter Beibehaltung des Glockenturms aus dem 18. Jahrhundert neu gebaut. Sie birgt zahlreiche Ausstattungsgegenstände, die in der Base Palissy gelistet sind.
- Das Steinkreuz im Garten der Kirche stammt aus dem 16. Jahrhundert und ist seit 1913 als Monument historique klassifiziert.
- Die protestantische Kirche wurde 1874 errichtet.
- Das Haus von Honoratioren, genannt Schloss Saint-Michel, wurde im ausgehenden 18. Jahrhundert errichtet.
- Das Schloss Grosmesnil ist ein Neubau aus dem Jahre 1892.
- Das Wohngebäude des Herrenhauses in Amontot wurde im 17. Jahrhundert erbaut.
- Das Eingangstor eines weiteren Herrenhauses in Amontot stammt aus dem 16./17. Jahrhundert, das Wohngebäude aus dem 18. Jahrhundert.
- Die Villa Art Nouveau in der Avenue du Maréchal-de-Lattre-de-Tassigny 35b datiert aus dem 20. Jahrhundert und ist seit 2017 als Monument historique eingeschrieben.
- Das Mahnmal an den Deutsch-Französischen Krieg wurde 1888 aufgestellt.

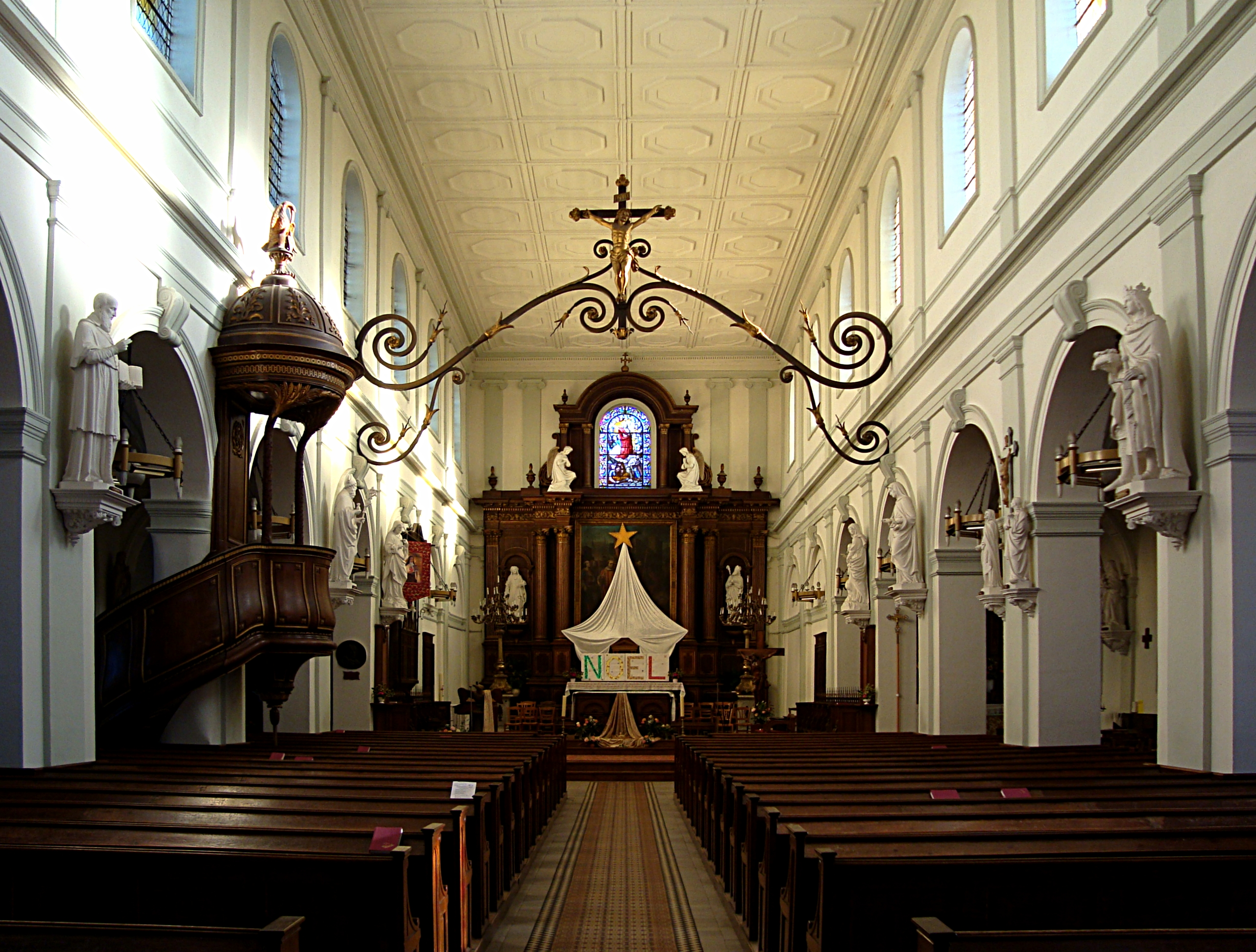
Pfarrkirche Saint-Romain, Innenansicht
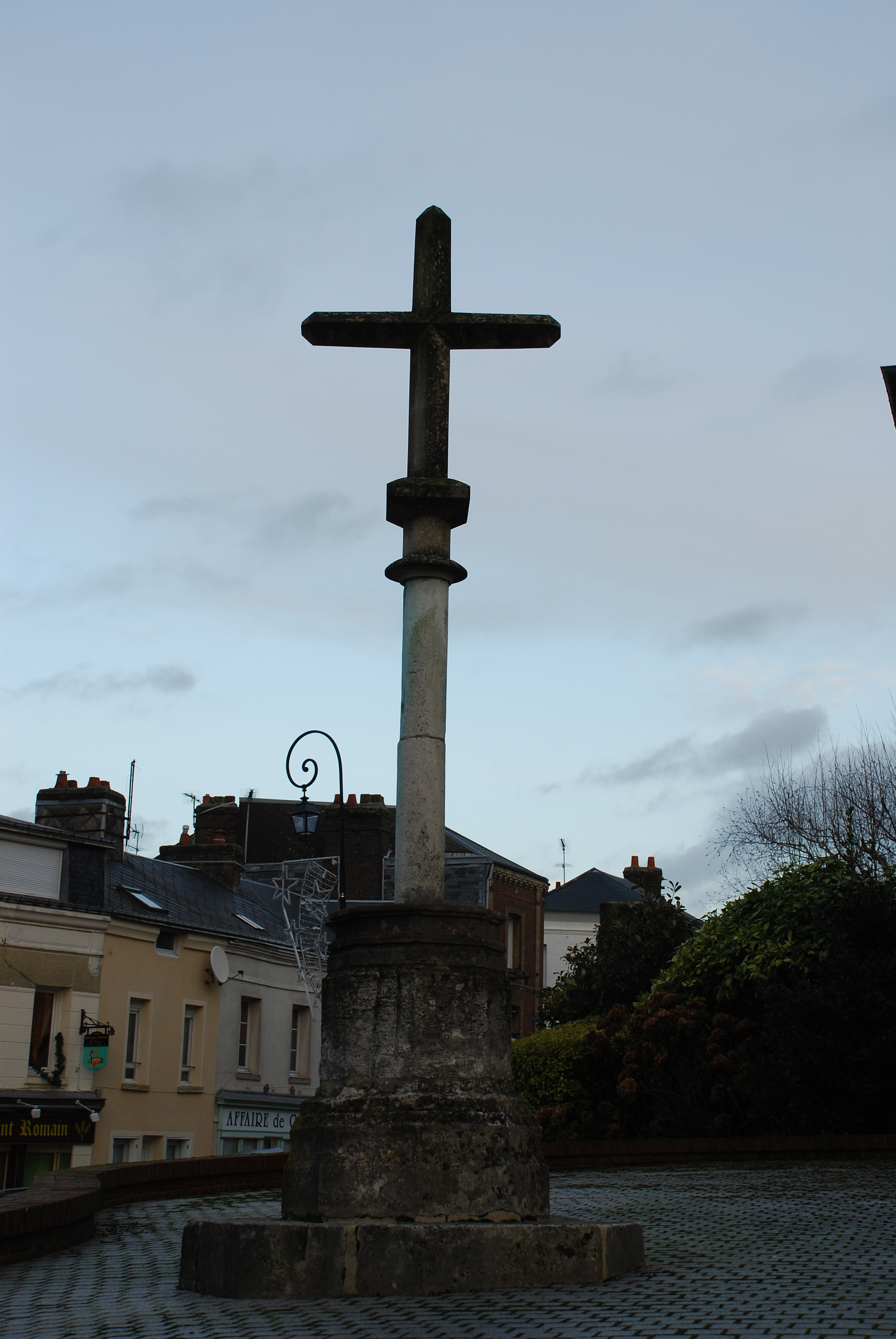
Steinkreuz

## Gemeindepartnerschaft
Der Kanton Saint-Romain-de-Colbosc unterhält seit 1987 mit der deutschen Gemeinde Adendorf in Niedersachsen eine Partnerschaft.